# Бездомные домовые
«Бездомные домовые» — советский короткометражный кукольный мультфильм 1981 года режиссёра Станислава Соколова.

## Сюжет
О двух маленьких домовых, которых злая хозяйка прогнала из дома.

## Создатели
| Автор сценария             | Наталья Абрамова |
| Кинорежиссёр               | Станислав Соколов |
| Художники-постановщики     | Виктор Дудкин, Станислав Соколов                                                                                                |
| Кинооператор               | Александр Виханский |
| Композитор                 | Шандор Каллош |
| Звукооператор              | Владимир Кутузов |
| Художники-мультипликаторы: | Роман Митрофанов, Наталья Тимофеева, Вячеслав Шилобреев                                                                         |
| Роли озвучивали:           | Юрий Волынцев, Нина Русланова, Борис Новиков, Вячеслав Богачёв                                                                  |
| Куклы и декорации:         | Александр Максимов, Олег Масаинов, Наталия Барковская, Семён Этлис, Галина Филиппова, Павел Гусев, Владимир Алисов, Нина Молева |
| Редактор                   | Раиса Фричинская |
| Директор съёмочной группы  | Григорий Хмара |

## Релизы на VHS и DVD
| Название | Формат    | Дистрибьютор | Другие мультфильмы в издании |
| -------- | --------- | ------------ | --- |
| Чудо-Юдо | DVD и VHS | Союз         | «Змей на чердаке»; «Ничуть не страшно»; «Уважаемый леший»; «Глаша и кикимора»; «Свирепый Бамбр»; «По следам Бамбра»; «Ловушка для Бамбра»; «Большой подземный бал» |